# نيل جيه. غانثر
نيل جيه. غانثر (بالإنجليزية: Neil J. Gunther)‏ (و. 1950  م) هو فيزيائي، وعالم حاسوب، ومؤلف، وأستاذ جامعي، وكاتب أسترالي، يستخدم آلات قيثارة.

## التعليم
تعلم في جامعة لا تروب.